# Parodiantes de Lisboa
Os Parodiantes de Lisboa foram um grupo de comediantes portugueses, surgidos em Lisboa no ano de 1947, que criaram imensos programas clássicos, humorísticos, para a rádio portuguesa.

## História

### A origem
Em 1947, é encerrado "A Bomba" um semanário humorístico de grande impacto nacional. Com o seu encerramento, surge um vácuo no panorama humorístico português, foi então que Ferro Rodrigues, Santos Fernando, Mário de Meneses, Mário Ceia, Manuel Puga, José Andrade, Rui Andrade e outros, se resolveram juntar e criar o grupo "Parodiantes de Lisboa" que vê a luz do dia a 18 de março de 1947.
Segundo Mário de Meneses, o nome foi baseado numa companhia de teatro de António Lopes Ribeiro e de Francisco Lopes Ribeiro, que dava pelo nome de "Os Comediantes de Lisboa".

### O início
O primeiro programa desenvolvido e apresentado pelo grupo chamava-se "Parada da Paródia" e ia para o ar às Terças-feiras, pelas 20h, na Rádio Peninsular, naquele tempo instalada na Rua Voz do Operário
Com o evento da publicidade, os Parodiantes de Lisboa, aventuraram-se em novas produções radiofónicas, ainda nos Emissores Associados de Lisboa.

### A consagração
Nesse mesmo ano, foi para o ar, no Rádio Clube Português, o programa "Graça com Todos", que se transformou no programa radiofónico nacional com maior longevidade, permanecendo no ar por 50 anos, e de maior cobertura além-fronteiras, chegando a ser transmitido simultaneamente, a nível nacional, nas cidades de Lisboa e Porto e na Madeira, e a nível internacional, em muitas estações estrangeiras dedicadas a emigrantes, bem como em Angola e Moçambique.
A revista "Parada da Paródia"  foi publicada semanalmente, entre 10 de Novembro de 1960 e 1 de Novembro de 1962, tendo como colaboradores nomes como Carlos Pinhão, António Rolo Duarte, Maria João Duarte, Raul da Costa, Antero Nunes, Benjamim Veludo, Álvaro Magalhães dos Santos, João Martins, entre outros.
Foram marcantes campanhas publicitárias como o J. Pimenta, Fábrica de Chaves do Areeiro, rebuçados Dr. Bayard, marca Polylon ou Frineve, que ainda hoje estão nos ouvidos de muita gente.
Os programas eram vários como "Piadinhas e Torradinhas", de manhã, "Graça com Todos", ao almoço, "Teatro Trágico", à tarde. Houve outros como o "Meia-Bola e Força!" para os amantes do desporto.

### O fim
A 18 de março de 1997, exactamente 50 anos depois da sua formação, os Parodiantes de Lisboa acabaram, por decisão de Rui Andrade, contra vontade do seu irmão, José Andrade.

## Programas de Culto
Além de "Graça com Todos", também produziram "Vira o Disco", "Radio-novelo", "Teatro Trágico", "Entre as dez e as onze" e “PBX”, este último com Carlos Cruz e Fialho Gouveia, indo para o ar na Rádio Renascença.
Colaboram nomes como Fernando de Almeida, Paulo Fernand, João David Nunes, Fernando Quinas, Luís Alcobia, Lili Neves, Ana Zanatti, Maria Eduarda, Helena Wolmar, Cândido Mota, Maria Duarte, Virgílio Barros.

## Personagens célebres
De entre imensos personagens criados pelos Parodiantes de Lisboa, ficaram para a memória.:
- Jack Taxas e o seu cavalo Cara Linda
- Manas Catatua
- Compadre alentejano
- menino Arnestinho
- Patilhas e Ventoinha
- Delicadinho da Silva
- o amigo fresquinho

## Outras realizações[6]
- Evocação do Passeio Público (anos 1900) na Feira Internacional de Lisboa (FIL)
- As "Olimpíadas das Profissões", na Praça de Touros do Campo Pequeno.
- Concursos e espectáculos de rua, no Rossio, Parque Eduardo VII e outros locais públicos.
- ainda hoje existe em Salvaterra de Magos a conhecida Cabana dos Parodiantes onde é produzido um dos melhores doces locais - os Barretes .

### No Teatro
- A revista "Ri-Te, Ri-Te", no Teatro Monumental de Lisboa e no Teatro Sá da Bandeira do Porto.
- Publicidade ao vivo (quadros representados nos intervalos dos cinemas e Teatros)
- "Camilo em férias". Espectáculo concebido para a província, com Camilo de Oliveira.

### Cinema
- "Cine-Riso", actualidades nacionais, vistas a rir.

### Televisão
- Programas comerciais de humor.
- Programa de variedades "Hotel Ri-Te, Ri-Te".
- Apontamento de humor no programa "Aqui e agora".
- “1987 Rádio Teatro” no programa "Quinta do Dois" (1987) de Carlos Cruz

### Publicações
- Semanário humorístico "Parada da Paródia" (1960-1962).
- Página humorística no "Correio da Manhã".
- Publicações diversas sobre radio-novelas.

## Prémios e distinções[6]
- 2 Óscares da Imprensa;[5]
- Prémio Prestigio da revista Nova Gente;
- Medalha de Prata - Mérito da cidade de Lisboa;
- livro "Parodiantes de Lisboa - 50 anos de Graça nas Ondas da Rádio (1947-1997)", da autoria do historiador José Trigo, numa edição da Editora Fonte da Palavra.

## Novos Parodiantes
A 1 de setembro de 1997 foi constituída, por Vítor Figueira, a empresa Parada da Paródia - Produções e Publicidade, Lda. Esta empresa, pretende ser um projecto semelhante aos antigos Parodiantes de Lisboa, intitulando-se os Novos Parodiantes. Além de vários programas radiofónicos, promovem acções de carácter social e concursos para autores de textos humorísticos e para a eleição das figuras públicas "mais bem dispostas”.